# Michał Banach (aktor)
Michał Artur Banach (ur. 29 marca 1969 w Starachowicach) – polski aktor teatralny, telewizyjny i filmowy. 

## Życiorys
Absolwent II Liceum Ogólnokształcącego im. Stanisława Staszica w Starachowicach (rocznik 1988) oraz Państwowej Wyższej Szkoły Teatralnej w Krakowie z 1992. Dyplom uzyskał w 1999.
Założyciel Radio MTM FM Starachowice. Był dyrektorem radiowej Trójki oraz dyrektorem produkcji Polskiego Radia. W latach 2007–2015 był dyrektorem kanału telewizyjnego, skierowanego do Polonii za granicą – Polsatu 2. W latach 2015–2016 był dyrektorem zarządzającym firmy badawczej Neurohm. Wystąpił w wielu produkcjach polskich i zagranicznych.

## Spektakle teatralne
Teatr im. Juliusza Słowackiego w Krakowie
- 1989 – Bal manekinów jako lokaj I (reż. Grzegorz Warchoł)

Teatr Telewizji
- 1994 – Kłopoty wdowy jako Bernie (reż. Janusz Majewski)
- 1995 – Czwarty poziom (reż. Tadeusz Kijański)
- 1997 – Ketchup Schroedera (reż. Filip Zylber)

## Filmografia
- 1993: Wagon nr 13 jako pasażer
- 1993: My Way jako Marek
- 1993: Czterdziestolatek. 20 lat później jako Franco
- 1993: Tajemnica trzynastego wagonu jako pasażer pociągu
- 1994: Bank nie z tej ziemi jako kucharz (odc. 10)
- 1994: Tatort Ostwärts jako kierowca
- 1994: Kłopoty wdowy jako wózkarz
- 1994: Czwarty poziom jako kierowca
- 1994: Zespół adwokacki jako bandyta
- 1994: Zawrócony jako milicjant
- 1994: Spółka rodzinna jako woźny
- 1994: Anioł śmierci jako ochroniarz
- 1994: Gang Jonssona jako Mc Freak
- 1995: Akwarium jako Piwosz
- 1995: Bank nie z tej ziemi jako dyspozytor
- 1995: Les Hurlus jako żołnierz
- 1996: Bar Atlantic jako Jasiek Rączka
- 1996: Wirus jako złodziej skutera
- 1996: Sława i chwała jako Rosjanin
- 1996: Ekstradycja 2 jako dziennikarz
- 1998: Złotopolscy jako kupiec
- 1998: Gwiezdny pirat jako pan Henio (odc. 1)
- 1999: Policjanci jako bandyta
- 1999: Świat według Kiepskich jako kumpel Boczka (odc. 2)
- 2001: Miodowe lata jako Michał
- 2001: M jak miłość jako
  - ochroniarz Marty,
  - Werner, zainteresowany kupnem hurtowni Zduńskiego
- 2002: Na dobre i na złe jako właściciel hotelu
- 2007: Ekipa jako Polityk
- 2007: Plebania jako filmowiec Kamil
- 2007: Glina jako Mariusz „Kosmal” Kosmala (odc. 15)
- 2014: Pierwsza miłość jako doktor Górzyński

## Informacje dodatkowe
- Ma 194 cm wzrostu.

## Odznaczenia
- Srebrny Krzyż Zasługi – 2005[2]